# Dietrich Poeck
Dietrich Poeck (* 29. Juni 1946 in Detmold) ist ein deutscher Historiker, der zur mittelalterlichen Geschichte forscht.
Nach einem Studium der Geschichtswissenschaft wurde Poeck 1977 an der Universität Freiburg promoviert. 1987 habilitierte er sich an der Universität Münster und lehrte seitdem dort. Er ist Hochschullehrer im Ruhestand am Historischen Institut der Universität Münster und Mitglied der Historischen Kommission für Pommern.
Nach Studien zu den Kluniazensern forscht er zu städtischen Verwaltungsformen, besonders der Hanse, und ihren Quellen.

## Schriften (Auswahl)
Monographien
- Die Herren der Hanse. Delegierte und Netzwerke, Peter Lang, Frankfurt am Main 2010.
- Rituale der Ratswahl. Zeichen und Zeremoniell der Ratssetzung in Europa (12.–18. Jahrhundert) (= Städteforschung. Reihe A: Darstellungen. Band 60). Böhlau, Köln 2003.
- Cluniacensis ecclesia (10.–12. Jahrhundert) = Der cluniacensische Klosterverband. Fink, München 1997.
- Longpont. Ein cluniacensisches Priorat in der Ile-de-France. Fink, München 1986.

Herausgeberschaften
- Das zweite Kolberger Stadtbuch 1373–1436 (= Veröffentlichungen der Historischen Kommission für Pommern. Reihe 4: Quellen zur pommerschen Geschichte. Band 17), Böhlau, Köln 2021.
- Das Schweriner Stadtbuch (= Veröffentlichungen der Historischen Kommission für Mecklenburg. Reihe C: Quellen zur mecklenburgischen Geschichte. Band 6), Schmidt-Römhild, Lübeck 2004.
- Das älteste Greifswalder Stadtbuch (1291–1332) (= Veröffentlichungen der Historischen Kommission für Pommern. Reihe 4: Quellen zur pommerschen Geschichte. Band 14), Böhlau, Weimar 2000.